# Beatilla
Beatilla es una muselina o tejido de algodón blanco que se fabricaba en las Indias Orientales, particularmente en Puducherry. 
Se distinguen tres variedades de beatilla: 
- la primera, simplemente llamadla beatilla es un poco grosera
- la segunda, conocida bajo el nombre de organdí en razón de su grano redondo y su finura
- la tercera, que se distingue con el nombre de beatilla tarnatana es muy clara

Se llamaban también beatillas las telas de algodón blancas que en otro tiempo se llevaban a Francia para pintarlas de varios colores.